# Jaouad Erraji
Jaouad Erraji (Beni Mellal, Marruecos, 2 de enero de 1998) es un futbolista marroquí que actualmente milita en las filas del Terrassa futbol club como defensa central.

## Trayectoria
Debutó en el grupo VII de la Tercera División en la temporada 2017/2018 convirtiéndose en uno de los referentes defensivos del C.F. Internacional, disputando 36 partidos, consiguiendo el campeonato de liga y, posteriormente, el ascenso a la Segunda División B.
En la temporada 2018/2019 fichó por el filial del C. D. Leganés, siendo elegido capitán y disputando 36 partidos en el Grupo VII de la Tercera División. En esta temporada 2018/2019 fue convocado por el primer equipo del C. D. Leganés para la disputa del partido correspondiente a la Primera División que les iba a enfrentar en el Camp Nou frente al F.C. Barcelona.
Para la temporada 2019/2020 es cedido al Pontevedra Club de Fútbol.